# Magnus Tigerschiöld
Kjell Magnus Tigerschiöld, född den 24 november 1893 i Stockholm, död den 22 maj 1969 i Djursholm, var en svensk ingenjör. Han var son till Hugo Tigerschiöld och far till Synnöve Paues.
Tigerschiöld avlade avgångsexamen vid Kungliga tekniska högskolan 1917. Han var ingenjör vid aktiebolaget Ferrolegeringar och Cyanidverken i Trollhättan 1918, vid Söderfors bruk 1918–1925 och vid Fagersta bruk 1925–1934. Tigerschiöld var överingenjör och chef för tekniska byrån vid Jernkontoret 1935–1951, innehade motsvarande befattning inom Grängesbergskoncernen 1951–1956 och var direktör där 1956–1960. Han var ledamot av statens tekniska forskningsråd 1942–1957, av överstyrelsen för de tekniska högskolorna 1947–1959 och i styrelsen för statens provningsanstalt 1939–1954. Tigerschiöld publicerade uppsatser i Jernkontorets Annaler med flera tidskrifter. Han översatte Sara Teasdales dikter (1938). Tigerschiöld promoverades till filosofie hedersdoktor vid Uppsala universitet 1945. Han invaldes som ledamot av Ingenjörsvetenskapsakademien 1934 (hedersledamot 1958) och av Vetenskaps-Societeten i Uppsala 1956. Tigerschiöld blev riddare av Vasaorden 1940 och av Nordstjärneorden 1949 samt kommendör av Vasaorden 1963. Han vilar på Djursholms begravningsplats.